# Ola (Russland)
Ola (russisch О́ла) ist eine Siedlung städtischen Typs in der Oblast Magadan (Russland) mit 5704 Einwohnern (Stand 1. Oktober 2021).

## Geographie
Die Siedlung liegt an der Küste des Ochotskischen Meeres am linken Ufer des gleichnamigen Flusses Ola unweit dessen Mündung in die Ola-Lagune (Olskaja laguna), die sich einige Kilometer östlich zum Meer öffnet. Ola ist von Oblastverwaltungszentrum Magadan etwa 30 Kilometer Luftlinie in östlicher Richtung entfernt.
Ola ist Verwaltungszentrum des nach ihm benannten Rajons Olski.

## Geschichte
Eine erste Ansiedlung an Stelle der heutigen Ortschaft wurde von russischen Kosaken vermutlich bereits Ende 1640er-Jahren während ihres Vordringens nach Osten errichtet, kurz nach dem erstmaligen Erreichen des Ochotskischen Meeres und der Gründung der ersten Siedlung Ochotsk. Eine erste schriftliche Erwähnung des Ortes stammt aus dem Jahr 1716. Im 19. Jahrhundert, vor der Gründung von Magadan, war Ola Ausgangspunkt des Ola-Kolyma-Traktes, des Handelsweges zwischen Ochotskischem Meer und dem Oberlauf der Kolyma. Im Ort wurden jährliche Jahrmärkte durchgeführt.
Am 4. Januar 1926 wurde Ola Verwaltungszentrum eines neu geschaffenen Rajons. Die Landung einer geologischen Expedition unter Juri Bilibin an Bord des (früheren japanischen) Dampfschiffes Daiboshi Maru in Ola am 4. Juli 1928 gilt als Beginn der wirtschaftlichen Erschließung der Kolyma-Region in der sowjetischen Periode. 1957 wurde Ola der Status einer Siedlung städtischen Typs verliehen.

### Bevölkerungsentwicklung
| Jahr | Einwohner |
| ---- | --------- |
| 1939 | 677       |
| 1959 | 3.842     |
| 1970 | 6.295     |
| 1979 | 8.223     |
| 1989 | 10.122    |
| 2002 | 6.842     |
| 2010 | 6.215     |
| 2021 | 5.704     |

Anmerkung:: Volkszählungsdaten

## Kultur und Sehenswürdigkeiten
Seit 1976 gibt es in Ola ein Heimatmuseum.

## Wirtschaft und Infrastruktur
Hauptwirtschaftszweig sind Fischerei und Fischverarbeitung. In der Umgebung wird Landwirtschaft für die regionale Versorgung betrieben (Anbau von Kartoffeln und Gemüse, Rinderhaltung).
Ola ist mit Magadan über eine Straße verbunden, die den Fluss Ola beim Ort mit einer Brücke überquert und weiter flussaufwärts zu den einige Kilometer entfernten Ortschaften Saretschny und Gadlja führt.